# Testudinella patina
Testudinella patina är en hjuldjursart som först beskrevs av Hermann 1783.  Testudinella patina ingår i släktet Testudinella och familjen Testudinellidae. Arten är reproducerande i Sverige. Inga underarter finns listade i Catalogue of Life.